# Mithotyn
Mithotyn — шведская фолк/викинг-метал-группа. С 1992 по 1993 год группа была известна под именем Cerberus.

## История
Группа Mithotyn была образована в августе 1992 года Кристианом Шютцем (Christian Schütz) и Стефаном Вейнерхаллем (Stefan Weinerhall). Первоначально группа называлась Cerberus, а в феврале 1993 года название сменилось на Mithotyn. Летом 1993 года группа дополнилась Карстеном (Karsten) и Карлом (Karl). И после первой демо-записи «Behold The Shields Of Gold», в мае 1994 года, в состав группы вошла Хелена (Helene). Через два месяца группа записала промо-тейп «Meadow Of Silence».
В ноябре 1994 Шютц уходит из группы, его место занимает Рикард (Rickard). В апреле 1995 группа записывает третье демо — «Nidhogg». После записи группу покидает Хелена, из-за расхождения во взглядах на музыку. В этот раз группа привлекла внимание нескольких звукозаписывающих компаний, но так как их предложения оказались не слишком выгодные, группа отказалась от сотрудничества и сделал новое демо — «Promo 96». В этот раз им поступили предложения от других компаний, и было решено записать дебютник совместно со студией Invasion.
Группа была распущена, когда Стефан Вейнерхалль и Карстен Ларссон создали группу Falconer.

## Дискография
- 1993 — In the Dead of Night (демо)
- 1993 — Behold the Shields of Gold (демо)
- 1994 — Meadow in Silence (демо)
- 1995 — Nidhogg (демо)
- 1996 — Promo’96 (промо)
- 1997 — In the Sign of the Ravens
- 1998 — King of the Distant Forest
- 1999 — Gathered Around the Oaken Table

## Участники
- Rickard Martinsson — вокал, бас
- Stefan Weinerhall — гитара
- Karl Beckmann — гитара, клавишные
- Karsten Larsson — ударные

### Бывшие участники
- Helene Blad — вокал, клавишные (1994—1995)
- Christian «Christer» Schütz — вокал, бас (1992—1994)